# Aleksandr Viktorenko
Aleksandr Stepanovitsj Viktorenko (Russisch: Александр Степанович Викторенко) (Olginka nabij Petropavl, 29 maart 1947 – 10 augustus 2023) was een Russisch ruimtevaarder. Viktorenko’s eerste ruimtevlucht was Sojoez TM-3 en vond plaats op 22 juli 1987. Het was de derde bemande missie naar het Russische ruimtestation Mir.
In totaal heeft Viktorenko vier ruimtevluchten op zijn naam staan, waaronder meerdere langdurige verblijven aan boord van het Russische ruimtestation Mir. Tijdens zijn missies maakte hij zes ruimtewandelingen. In 1997 ging hij als astronaut met pensioen. 
Viktorenko overleed op 76-jarige leeftijd.